# ثنائي فوسفات الغوانوزين
ثنائي فوسفات الغوانوزين (بالإنجليزية: Guanosine diphosphate)‏ واختصارا GDP، هو نوكليوتيد ثنائي الفوسفات، وإستر لحمض البيروفوسفات مع نوكليوسيد الغوانوزين. يتكون ثلاثي فوسفات الغوانوزين من مجموعة بيروفوسفات وريبوز، والقاعدة النووية غوانين.
ثنائي فوسفات الغوانوزين هو ناتج إزالة فوسفات ثلاثي فوسفات الغوانوزين بواسطة الجتبازات مثل بروتينات ج التي لها دور في توصيل الإشارة. يُحوَّل ثنائي فوسفات الغوانوزين إلى ثلاثي فوسفات الغوانوزين بمساعدة كيناز البيروفات وفوسفوإينول بيروفات.